# Международный аэропорт имени короля Абдул-Азиза
Международный аэропорт имени короля Абдул-Азиза (араб. مطار الملك عبدالعزيز الدولي‎; (ИАТА: JED, ИКАО: OEJN)) — аэропорт в Саудовской Аравии, назван в честь её основателя и первого короля Абдул-Азиза. Был открыт в 1981 году. Аэропорт расположен в 19 километрах от Джидды, это самый загруженный аэропорт в Саудовской Аравии и третий по величине. В аэропорту находятся 3 действующих терминала. Пропускная способность — 26,3 млн пассажиров (2011 год). В аэропорту есть специальный терминал для паломников, прибывающих на хадж в Мекку.

## Описание
Занимает площадь 15 км². Строился в 1974—1980 годах. Официальное открытие состоялось в апреле 1981 года, 31 мая того же года аэропорт начал работу.
Согласно опросу, проведённому в 2014 году, «Король Абдул-Азиз» занял второе место в рейтинге худших аэропортов мира.
Аэропорт разработан по проекту Фазлур Ханом. Навесная крыша спроектирована Хорстом Бергером.

## Расширение
В сентябре 2006 года начались работы по расширению аэропорта, их планируется завершить к маю 2018 года. В результате пропускная способность аэропорта должна увеличиться с 13 до 80 миллионов человек. Площадь терминалов аэропорта составит 810 тысяч квадратных метров. Терминал сможет обслуживать до 70 загружающихся или разгружающихся самолётов одновременно, а также 28 самолетов на перроне.

## Происшествия
- 25 сентября 1959 года самолёт Douglas DC-4/C-54A-5-DO упал вскоре после вылета из Джидды, причиной аварии была ошибка пилота. Все 67 пассажиров и 5 членов экипажа, находившиеся на борту, выжили[6].
- 11 июля 1991 года потерпел катастрофу самолёт Douglas DC-8-61 авиакомпании Nigeria Airways, выполнявший чартерный рейс NG 2120 по маршруту Джидда — Сокото, в результате чего погибли 247 пассажиров и 14 членов экипажа[7].